# Camponotus fergusoni
Camponotus fergusoni é uma espécie de inseto do gênero Camponotus, pertencente à família Formicidae.